# Efecto Joule-Thomson

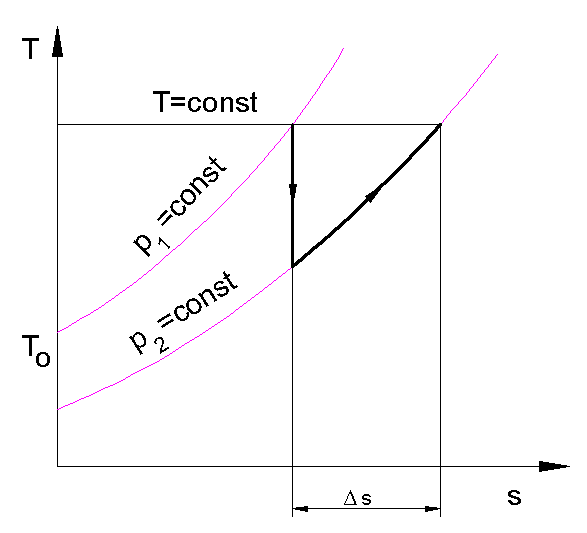
Asfixia de un gas ideal en el diagrama temperatura-entropía.

En física, el efecto de Joule-Thomson o efecto Joule-Kelvin es el proceso en el cual la temperatura de un sistema disminuye o aumenta al permitir que el sistema se expanda libremente manteniendo la cantidad de energía que un sistema intercambia

## Descripción
La relación entre temperatura, presión y volumen de un gas se puede describir de una forma sencilla gracias a las leyes de los gases. Cuando el volumen aumenta durante un proceso irreversible, las leyes de los gases no pueden determinar por sí solas qué ocurre con la temperatura y presión del gas. En general, cuando un gas se expande adiabáticamente, la temperatura puede aumentar o disminuir, dependiendo de la presión y temperatura inicial. Para una presión constante (fijada previamente), un gas tendrá una temperatura de inversión de Joule-Thomson (Kelvin), sobre la cual al comprimirse el gas causa un aumento de temperatura, y por otro lado, la expansión del gas causa un enfriamiento. En la mayoría de los gases, a presión atmosférica esta temperatura es bastante alta, mucho mayor que la temperatura ambiental, y por ello la mayoría de los gases se enfrían al expandirse. El incremento de temperatura (ΔT) con respecto al incremento de presión (Δp) en un proceso de Joule-Thomson es el coeficiente de Joule-Thomson.

{\displaystyle \mu \ ={\Delta T \over \Delta p}}

Esta expresión se puede encontrar también escrita de la siguiente forma:

{\displaystyle \mu _{JT}=\left({\partial T \over \partial p}\right)_{H}}

El valor de {\displaystyle \mu _{JT}} depende del gas específico, tanto como la temperatura y la presión del gas antes de la expansión o compresión. Para gases reales esto será igual a cero en un mismo punto llamado punto de inversión y la temperatura de inversión Joule-Thomson es aquella donde el signo del coeficiente cambia.

## Efecto Joule-Thompsom negativo
Una notable excepción de la regla de que la temperatura se incrementa con la expansión del gas es el helio, cuya temperatura de inversión Joule-Thomson a una atmósfera es de 40 K (−233 °C). El otro único gas que se calienta durante la expansión en condiciones normales es el hidrógeno. La razón física detrás de esto es la siguiente. Durante las colisiones, la energía cinética es convertida en energía potencial temporalmente. Esto significa que una caída en la densidad significa una caída en el número de colisiones por unidad de tiempo, y por lo tanto, una disminución de la energía potencial, que debido a la conservación de la energía a su vez conduce a un aumento de la energía cinética, y por lo tanto, de la temperatura. En el caso del hidrógeno y del helio, la conversión de energía potencial en energía cinética supera con creces el aumento de energía potencial debido a las fuerzas electromagnéticas.
La temperatura de inversión Joule-Thomson es la temperatura en la que el coeficiente cambia de signo.

## Aplicaciones
El efecto se aplica en la técnica Linde como un proceso estándar en la industria petroquímica, por ejemplo, cuando el efecto de enfriamiento se usa para licuar gases, en muchas aplicaciones criogénicas (por ejemplo, para la producción de oxígeno líquido, nitrógeno y helio).